# Hyla hallowellii
Hyla hallowellii is een kikker uit de familie boomkikkers (Hylidae). De Japanse naam is Hallowell-amagaeru (ハロウェルアマガエル). De soort werd voor het eerst wetenschappelijk beschreven door Joseph Chessman Thompson in 1912. Abusievelijk is in het verleden ook wel de wetenschappelijke naam Hyla hallowelli gebruikt.

## Verspreiding en leefgebied
Deze soort is endemisch in Japan, meer bepaald de Amami-eilanden en het eiland Okinawa. De habitat bestaat uit bossen in laaglanden, graslanden en ook door de mens aangelegde rijstvelden zijn geschikt.